# Holstein
Holstein (AFI: [ˈhɔlʃtain]) (en bajo alemán: Holsteen; en danés: Holsten; en latín: Holsatia) es una región histórica del norte de Alemania, ubicada entre los ríos Elba y Eider. Junto con la región de Schleswig Meridional, con la que limita al norte, forma el estado federado de Schleswig-Holstein, el más septentrional del país. Es la región más meridional de la península de Jutlandia (si se considera al Bajo Elba como su límite suroccidental), y se limita con el mar Báltico al este (a partir de la desembocadura del Trave, cerca de Lübeck), el mar de Frisia (litoral del mar del Norte) al oeste (distrito de Dithmarschen), el Elba al sureste (pasando por Hamburgo) y el estado de Mecklemburgo-Pomerania Occidental al sureste (siguiendo grosso modo un sistema de canales hasta la desembocadura del Trave). La capital del estado, Kiel, está ubicada al noreste de esta región,
Holstein existió anteriormente como el condado (Grafschaft Holstein) y ducado (Herzogtum Holstein), y fue el extremo septentrional del Sacro Imperio Romano Germánico, además de incluir en su día varias ciudades de la Liga Hanseática, la más importante de ellas siendo Lübeck. La historia de Holstein está estrechamente entrelazada con la del ducado danés de Schleswig.
El nombre «Holstein», cuyo significado es «moradores del bosque», proviene de los holcetae, una tribu sajona que el historiador alemán del siglo XI Adán de Bremen menciona como asentada en la ribera norte del Elba, al oeste de Hamburgo.

## Historia
Después del periodo de grandes migraciones de la Alta Edad Media, Holstein colindaba con los abodritas en la costa del mar Báltico y con la tierra de los daneses en Jutlandia.
Holstein, que en esencia era la parte de la Antigua Sajonia situada al norte del río Elba, fue conquistada por Carlomagno cerca 800. Entre 1111 y 1474 fue un condado; primero fue un feudo perteneciente al Ducado de Sajonia, luego al Ducado de Sajonia-Lauenburgo y finalmente al Obispado de Lubeca.
El Condado de Holstein estaba gobernado por la Casa de Schauenburgo, y su primer conde fue Adolfo I de Holstein. Holstein fue ocupado por Dinamarca luego de la Batalla de Stellau (1201), pero los Schauenburgo lo recuperaron como consecuencia de la Batalla de Bornhöved. En el siglo XIV, los condes de Holstein adquirieron el Ducado de Schleswig, un feudo controlado por el Reino de Dinamarca. Cuando el linaje de los condes de Schauenburg se extinguió en 1459, Holstein y Schleswig pasaron a ser posesiones del rey de Dinamarca debido al Tratado de Ribe (1460); únicamente el Señorío de Pinneberg permaneció bajo el dominio de los condes de Schauenburgo.
En 1474, Holstein ascendió a ducado y se transformó en un Estado del Sacro Imperio Romano Germánico (reichsfrei). Esta situación se mantuvo hasta que el Imperio se disolvió en 1806.
En 1490, Holstein fue dividido en Holstein-Segeberg y Holstein-Gottorp. Holstein-Segeberg siguió bajo el control del rey danés y se lo conoció también por el nombre de Holstein Real, aunque más adelante pasó a denominarse Holstein-Glückstadt. Holstein-Gottorp, también conocido como el Holstein Ducal, fue entregado a una rama de la Casa de Oldemburgo, a la cual pertenecían los reyes de Dinamarca.
El Duque de Holstein-Gottorp se convirtió en 1762 en emperador de Rusia, bajo el nombre de Pedro III, y planeó un ataque contra Dinamarca para recuperar las tierras perdidas de Holstein-Gottorp en Schleswig. Pese a que Pedro fue destronado al poco tiempo por su esposa, Catalina la Grande, los daneses decidieron eliminar de raíz el problema. En 1773, intercambiaron el Condado de Oldemburgo por el territorio de Gottorp en Holstein, tomando el control de la totalidad de Holstein. De este modo, Holstein volvió a ser unificado como estado.
El Ducado de Holstein no fue dominado por los franceses durante época napoleónica a causa de su unión personal con Dinamarca. Desde 1815 y hasta 1864 fue miembro de la Confederación Germánica, aunque seguía estando unido a Dinamarca (el rey de Dinamarca también era duque de Holstein). Tras la muerte del rey Federico VII de Dinamarca en 1863, hubo una disputa en cuanto a la heredad de Schleswig y Holstein (Asunto de Schleswig-Holstein). El nuevo rey, Cristián IX, reclamaba estos territorios como herencia por parte de una línea de sucesión materna; mientras que el Duque de Augustenborg, un descendiente menor de otra línea familiar, también exigía ambos ducados. Poco después, la Confederación Germánica, liderada por Prusia y Austria, entró en guerra con Dinamarca (Guerra de los ducados), la vencieron rápidamente en 1864 y la obligaron a ceder los ducados. No obstante, las tierras no fueron entregadas al Duque de Augustenborg. En 1865, Prusia y Austria llegaron a un acuerdo por el cual los austríacos ocuparían y gobernarían Holstein, en tanto que los prusianos hacían lo mismo con Schleswig. Este pacto finalizó una vez comenzada la guerra austro-prusiana de 1866, al final de la cual Schleswig y Holstein pasaron a conformar la Provincia de Schleswig-Holstein y esta fue incorporada a Prusia.